# Campionato internazionale gran turismo 1964
Il Campionato internazionale costruttori gran turismo 1964, la cui denominazione ufficiale è International Championship for GT Manufacturers , è stata la 5ª edizione del Campionato internazionale gran turismo.
Organizzato e regolamentato dalla Federazione Internazionale dell'Automobile, tramite la Commissione Sportiva Internazionale, per le vetture gran turismo senza limiti di cilindrata suddivise in tre divisioni per ognuna delle quali viene assegnato un titolo assoluto. Si aggiudicano i titoli la Abarth-Simca per la Divisione I, la Porsche nella Divisione II, la Ferrari nella Divisione III.
Quattro prove del Campionato sono valide anche per il Challenge mondiale endurance.

## Regolamento
Titoli assoluti
Vengono assegnati tre titoli assoluti .:
- Campionato internazionale costruttori gran turismo - Divisione I riservato ai costruttori di vetture GT1.
- Campionato internazionale costruttori gran turismo - Divisione II riservato ai costruttori di vetture gran turismo GT2.
- Campionato internazionale costruttori gran turismo - Divisione III riservato ai costruttori di vetture gran turismo GT3.

Altri titoli
Vengono inoltre assegnati due titoli riservati ai prototipi:
- Trofeo internazionale prototipi gran turismo entro 3.0 litri riservato ai costruttori di prototipi P3.0.
- Trofeo internazionale prototipi gran turismo oltre 3.0 litri riservato ai costruttori di prototipi P.

Categorie
Al Campionato partecipano tre categorie di vetture raggruppate in divisioni e sottodivisioni in base alla cilindrata per un totale di 14 classi:
- Gran turismo: vetture prodotte in numero minimo di 100 esemplari all'anno senza limiti di cilindrata raggruppate in tre divisioni[2]:

GT1: vetture gran turismo divisione I con cilindrata entro 1.3 litri, ulteriormente raggruppate in tre sottodivisioni (GT1/1, GT1/2, GT1/3)
GT2: vetture gran turismo divisione II con cilindrata entro 2.0 litri, ulteriormente raggruppate in tre sottodivisioni (GT2/1, GT2/2, GT2/3)
GT3: vetture gran turismo divisione III con cilindrata oltre 2.0 litri, ulteriormente raggruppate in tre sottodivisioni (GT3/1, GT3/2, GT3/3)
- Sport: vetture biposto con carrozzeria aperta o chiusa e motori con cilindrata massima di 3 litri, progettate e costruite per le competizioni in un numero minimo di esemplari ma dotate degli equipaggiamenti per l'uso stradale, suddivise in classi secondo la cilindrata[2]
- Prototipi gran turismo: prototipi di vetture gran turismo con carrozzeria aperta o chiusa, senza un minimo di esemplari costruiti, senza limiti di cilindrata massima e suddivisi in classe[2]:

P3.0: prototipi con cilindrata massima entro 3.0 litri
P: prototipi con cilindrata massima oltre 3.0 litri

## Risultati
| Nº | Gara                           | Vincitore assoluto                        | Divisione I             | Divisione II         | Divisione III      |
| -- | ------------------------------ | ----------------------------------------- | ----------------------- | -------------------- | ------------------ |
| 1  | 2000 km di Daytona             | Ferrari 250 GTO/64 (P. Rodríguez-P. Hill) |                         | Porsche 356 B        | Ferrari 250 GTO/64 |
| 2  | 12 Ore di Sebring              | Ferrari 275 P (Parkes-Maglioli)           | Abarth-Simca 1300       | Porsche 356 B        | Shelby Daytona     |
| 3  | Targa Florio                   | Porsche 904 GTS (Pucci-Davis)             |                         | Porsche 904 GTS      | Ferrari 250 GTO/64 |
| 4  | Gran Premio GT di Monza        | Abarth-Simca 1300 (Franco Patria)         | Abarth-Simca 1300       |                      |                    |
| 5  | 500 km di Spa                  | Ferrari 250 GTO/64 (Mike Parkes)          |                         | Porsche 904 GTS      | Ferrari 250 GTO/64 |
| 6  | Cronoscalata della Consuma     | Maserati Tipo 60 (Odoardo Govoni)         | Abarth-Simca 1300       |                      |                    |
| 7  | 1000 km del Nürburgring        | Ferrari 275 P (Scarfiotti-Vaccarella)     | Abarth-Simca 1300       | Porsche 904 GTS      | Ferrari 250 GTO/64 |
| 8  | Cronoscalata di Rossfeld       | Elva Mk VII (Edgar Barth)                 |                         | Porsche 904 GTS      |                    |
| 9  | 24 Ore di Le Mans              | Ferrari 275 P (Guichet-Vaccarella)        |                         | Porsche 904 GTS      | Shelby Daytona     |
| 10 | 12 Ore del Reims               | Ferrari 250 LM (G. Hill-Bonnier)          |                         | Porsche 904 GTS      | Ferrari 250 GTO/64 |
| 11 | Cronoscalata di Freiburg       | Porsche 718 RS (Edgar Barth)              | Abarth-Simca 1300       |                      | Shelby Roadster    |
| 12 | Coppa Città di Enna            | Abarth-Simca 2000 GT (Hans Herrmann)      |                         | Abarth-Simca 2000 GT |                    |
| 13 | Tourist Trophy                 | Ferrari 330 P (Graham Hill)               |                         | Abarth-Simca 2000 GT | Shelby Daytona     |
| 14 | Cronoscalata di Sierra Montana | Ferrari 250 LM (Ludovico Scarfiotti)      | Abarth-Simca 1300       |                      |                    |
| 15 | 500 km del Nürburgring         | Abarth-Simca 1300 (Herrmann-Steinmetz)    | Abarth-Simca 1300       |                      |                    |
| 16 | Coppa Inter-Europa 2.0         | Porsche 904 GTS (Rob Slotemaker)          |                         | Porsche 904 GTS      |                    |
| 17 | Tour de France                 | Ferrari 250 GTO (Bianchi-Berger)          | Triumph Spitfire        | Porsche 904 GTS      | Ferrari 250 GTO    |
| 18 | 500 km di Bridgehampton 2.0    | Porsche 904 GTS (Buzzetta-Wuesthoff)      | Alfa Romeo Giulietta SZ | Porsche 904 GTS      |                    |
| 19 | 500 km di Bridgehampton        | Scarab Mk IV (Walt Hansgen)               |                         |                      | Shelby Daytona     |
| 20 | 1000km di Parigi               | Ferrari 330 P (G. Hill-Bonnier)           | Abarth-Simca 1300       | Porsche 904 GTS      | Ferrari 250 GTO/64 |

## Classifiche

### Campionato internazionale costruttori gran turismo divisione I
- Abarth-Simca

### Campionato internazionale costruttori gran turismo divisione II
- Porsche

### Campionato internazionale costruttori gran turismo divisione III
- Ferrari

### Trofeo internazionale prototipi gran turismo
Entro 3.0 litri
 Porsche
Oltre 3.0 litri
 Porsche